# Antar Laniyan
Antar Laniyan es un actor, productor y director de cine nigeriano.

## Biografía
Laniyan nació en Osogbo, capital del estado de Osun al suroeste de Nigeria. Asistió a la Universidad de Ibadán, donde obtuvo una licenciatura en artes teatrales.

## Carrera profesional
Comenzó su carrera en la actuación en la década de 1970, pero su primer personaje importante lo obtuvo al interpretar a un "general mayor" en una película titulada Everybody want to know durante sus días en el Kakaki Art Squad. Ha participado en películas nigerianas como Sango, un proyecto realizado con guion de Wale Ogunyemi y producido por Obafemi Lasode. Fue el director del primer episodio de Super Story, telenovela nigeriana producida por Wale Adenuga en el año 2000. También dirigió Oh Father Oh Daughter y This Life producida desde  Wale Adenuga Production.

## Filmografía seleccionada
- Sango (1997)
- Super story (episodio 1)
- Kakanfo (2020)
- The Cleanser (2021)